# Malice Mizer
Malice Mizer (estilizado como MALICE MIZER) foi uma banda de rock japonesa do movimento visual kei, ativa de 1992 a 2001. Fundada por Mana e Közi, a música nos primeiros momentos da banda tem uma sonoridade clássica e pop, e em momentos finais, afastou-se do romantismo francês e incorporou aspectos gótico-vitoriano após tragédias que se abateram sobre a banda.
Malice Mizer foi famoso tanto pela sua música como por suas apresentações ao vivo, com luxuosos figurinos históricos e cenários, peças curtas de teatro mudo antes de várias canções, coreografias extravagantes, e até mesmo o palco sendo uma réplica em dimensões reais de uma catedral, para ilustrar um álbum. Ao longo de sua história, a banda passou por várias formações diferentes e três mudanças drásticas de imagem. Em seu pico de sucesso, foram considerados um dos "quatro reis celestiais do visual kei" ao lado de Shazna, La'cryma Christi e Fanatic Crisis. Merveilles, o álbum mais vendido da banda, foi considerado um dos melhores de 1989 a 1998 pela revista Band Yarouze.

## Carreira

### 1992–1994: Era Tetsu
Malice Mizer foi formado em abril de 1992 por Mana e Közi, que já haviam tocado anteriormente na banda Matenrou. O nome da banda vem das palavras "malícia e miséria" no francês, extraído da frase "Nada além de um ser de maldade e miséria" - resposta para a pergunta "O que é humano?" em uma conversa entre os dois. Os dois guitarristas chamaram o vocalista Tetsu, o baixista Yu~ki e o baterista Gaz para completar a formação. Em dezembro, no Meguro Rockmaykan fizeram seu primeiro show e nele distribuíram sua primeiro demo, Sans Logique. Sua primeira aparição em revistas foi na Shoxx logo depois. Em 1993 houve o lançamento oficial da música Speed Of Desperate na coletânea "Brain Trash". Pouco tempo depois, Gaz saiu da banda e deu lugar a Kami que antes fazia parte do Kneuklid Romance. Em 1994 eles lançaram seu primeiro álbum, Memoire, produzido pela gravadora independente de Mana, a Midi:Nette. As cópias esgotaram e alguns meses depois ele foi relançado com o nome Memoire DX com uma faixa bônus. Um show no Shinjuku Loft também esgotou, levando-os a uma turnê nacional chamada Cher de memoire seguida pela Cher de memoire II. Durante o lançamento do disco, Tetsu deixou a banda amigavelmente, pois não concordava com as danças e apresentações teatrais nos shows da banda. Após um ano buscando um novo vocalista, Gackt, que havia deixado o grupo Cains:Feel, se junta a banda como o novo vocalista.

### 1995–1999: Era Gackt
A era clássica de Malice Mizer começa quando Gackt ingressa na banda, ao mesmo tempo em que o primeiro single da banda Uruwashiki Kamen No Shotaijo é lançado, em 1995. Meses depois é lançado o segundo disco, Voyage ~San Retour~. A banda começou a ficar bastante famosa e a aparecer em programas de TV, eventos, revistas e outras mídias. Chegaram a lançar 5 singles, um filme de curta metragem, "Verte Aile ~Kuuhaku no shunkan no naka de~ de l'image", e o seu terceiro álbum (o de maior sucesso), Merveilles, que atingiu o segundo lugar no ranking da Oricon. Quando a banda estava no topo, Gackt anunciou sua saída, um pouco improvável e sem motivos aparentes. A situação se tornou ainda  pior para a banda com a morte do baterista Kami, que havia sofrido um derrame cerebral. Devido a esse acontecimento trágico que chocou bastante os fãs, a banda deu uma pequena pausa em suas atividades e retornaram com uma formação que incluia apenas os membros originais remanescentes: Mana, Yuki e Kozi. Nesse período a banda lançou um novo single, Saikai No Chi To Bara, e mais tarde lançou um cd em homenagem a Kami, Shinwa. Esse CD contava com apenas com 3 faixas, sendo 2 delas foram compostas por Kami e uma delas foi terminada por Mana em sua homenagem.[carece de fontes?]

### 2000–2001: Era Klaha
Ainda sem vocalista, a banda lançou 2 singles, que contavam com uma sonoridade mais obscura. O nome do vocalista, Klaha só foi anunciado oficialmente em um show no Nippon Budokan, em agosto de 2000. Agora eles tinham um novo vocalista e um novo começo. Klaha, Mana, Yu~ki e Közi lançaram seu quarto e último álbum, Bara No Seidou e fizeram um filme de curta metragem chamado Bara No Konrei, ligeiramente baseado na história de Drácula. No ano de 2001 lançaram 3 singles, os trabalhos finais de Malice Mizer, Gardenia, Beast of Blood e Garnet ~Kindan no sono e~, conseguiram relativo sucesso. Apesar disso, no dia 11 de dezembro de 2001 o Malice Mizer anunciou que entraria em um hiato indefinido.[carece de fontes?]
Em 11 de dezembro de 2001 foi anunciado que Malice Mizer entraria em hiato indefinido. No entanto, de acordo com Mana, três dos membros (Mana, Közi e Yu~ki) recuperaram contato frequente a partir de meados de 2008. Depois, em 27 de dezembro, sete anos após o anúncio do hiato, Közi tocou com Mana e seu projeto solo, Moi dix Mois, no evento "Dis Inferno Vol.VI). Em 2009, Közi fez uma pequena turnê com seu amigo intitulada "Deep Sanctuary". Um ano depois, em julho de 2010, fizeram novas apresentações com o nome "Deep Sanctuary II", com Yu~ki como convidado especial no Akasaka BLITZ no dia 17. Esta foi a primeira vez em nove anos que os membros originais de Malice Mizer tocaram juntos de novo.[carece de fontes?]

## Depois do Malice Mizer
Com o fim da banda cada um dos membros seguiu sua direção na música. Mana formou o projeto solo Moi dix Mois e continuou os trabalhos de sua gravadora, a Midi:Nette. Közi se juntou ao Eve of Destiny, pouco tempo depois começou carreira solo, e participou também de bandas como XA-VAT e ZIZ. Gackt iniciou uma carreira solo como cantor e hoje é um dos artistas de mais sucesso no Japão. Tetsu passou por quatro bandas desde a saída do Malice Mizer em 1994 e atualmente está na banda nil e possui uma carreira solo. Klaha iniciou carreira solo também, mas não produziu mais nada depois de 2004. Yu~ki não seguiu uma carreira musical, mas compôs a música Memento da carreira solo de Közi, em homenagem ao Kami. Em 2011, ele anunciou uma linha de joias feitas por ele mesmo, com o nome de Mother of Life, que são vendidas na loja online da Midi:Nette.
O baterista Gaz morreu em 22 de dezembro de 2017 por motivos de doença.

## Integrantes
- Mana – guitarra, sintetizador, teclado (1992–2001, 2010, 2012, 2014, 2016, 2018)
- Közi – guitarra, sintetizador, teclado (1992–2001, 2010, 2012, 2014, 2016, 2018)
- Yu~ki – baixo, vocais de apoio (1992–2001, 2010, 2012, 2014, 2016, 2018)

### Ex integrantes
- Klaha – vocais (2000–2001)
- Gaz – bateria (1992–1993; morreu em 2017)
- Tetsu – vocais (1992–1994)
- Gackt – vocais, piano (1995–1999)
- Kami – bateria (1993–1999; morreu em 1999)

## Discografia
Álbuns de estúdio
- Memoire (1994)
- Voyage ~Sans Retour~ (1996)
- Merveilles  (1998)
- Bara no Seidou (2000)